# Antuérpia (província)
Antuérpia (em neerlandês: Antwerpen; em francês: Anvers) é a província mais setentrional da Bélgica. Está localizada na região de Flandres. Sua capital é a cidade de Antuérpia.
De norte e no sentido horário, faz fronteira com os Países Baixos e as províncias belgas de Limburgo, Brabante Flamengo e Flandres Oriental.

## Municípios
A província subdivide-se em três distritos administrativos ou arrondissements (em neerlandês: arrondissementen), os quais têm 70 municípios.
| Distrito de Antuérpia: | Distrito de Mechelen: | Distrito de Turnhout: |
| - 1. Aartselaar - 2. Antuérpia (Antwerpen) - 8. Boechout - 10. Boom - 12. Borsbeek - 13. Brasschaat - 14. Brecht - 17. Edegem - 18. Essen - 22. Hemiksem - 27. Hove - 29. Kalmthout - 30. Kapellen - 32. Kontich - 36. Lint - 37. Malle - 42. Mortsel - 43. Niel - 49. Ranst - 53. Rumst - 54. Schelle - 55. Schilde - 56. Schoten - 59. Stabroek - 64. Wijnegem - 66. Wommelgem - 67. Wuustwezel - 68. Zandhoven - 69. Zoersel - 70. Zwijndrecht | - 7. Berlaar - 9. Bonheiden - 11. Bornem - 16. Duffel - 21. Heist-op-den-Berg - 34. Lier - 38. Malines (Mechelen) - 44. Nijlen - 47. Putte - 48. Puurs - 57. Sint-Amands - 58. Sint-Katelijne-Waver - 65. Willebroek | - 3. Arendonk - 4. Baarle-Hertog - 5. Balen - 6. Beerse - 15. Dessel - 19. Geel - 20. Grobbendonk - 23. Herentals - 24. Herenthout - 25. Herselt - 26. Hoogstraten - 28. Hulshout - 31. Kasterlee - 33. Laakdal - 35. Lille - 39. Meerhout - 40. Merksplas - 41. Mol - 45. Olen - 46. Oud-Turnhout - 50. Ravels - 51. Retie - 52. Rijkevorsel - 60. Turnhout - 61. Vorselaar - 62. Vosselaar - 63. Westerlo |